# Ordenación de eventos de aparición
La ordenación de eventos de apariencia o AEO es un método científico para la biocronología a través del ordenamiento de la apariencia de los géneros de mamíferos fósiles mediante análisis multivariante, utilizando distribuciones de rango conjuntas (superpuestas) y disconjuncionales (no superpuestas) en grandes conjuntos de datos.

## Proceso
AEO se basa en la superposición de fauna y la superposición estratigráfica para derivar una secuencia de mejor ajuste de eventos de primera y última aparición.

### Paso 1
El primer paso es traducir los patrones de superposición y superposición en declaraciones primero antes de la última por pares. Las especies de lobos Canis edwardii y Canis armbrusteri se utilizan como taxones de ejemplo para los siguientes patrones. Cada declaración significa que C. edwardii , por ejemplo, debe haber aparecido por primera vez antes de que C. armbusteri apareciera por última vez. Esto es cierto siempre que (1) C. edwardii y C. armbrusteri se han encontrado juntos en al menos una colección de fósiles no promediados en el tiempo, o (2) C. edwardii se encuentra más bajo en al menos una sección litoestratigráfica que C. armbrusteri.

### Paso 2
Se aplica un algoritmo de ordenación multivariante para derivar una secuencia hipotética de primer paso de primeras y últimas apariciones. La restricción mínima de esta secuencia es que si hay una declaración de C. edwardii antes de C. armbrusteri observada en el mundo real para cualquier par de taxones, la secuencia de eventos hipotética debe replicarla. Luego, el programa baraja los eventos usando un criterio de máxima verosimilitud. El criterio básicamente busca separar la mayor cantidad posible de superposiciones de rango de edad hipotéticas, especialmente si involucran taxones comunes. Los taxones se definen como "comunes" si se sabe que se superponen con una gran fracción de los taxones con los que se supone que se superponen.

### Paso 3
Una vez que se ha establecido la secuencia de eventos relativa, se convierte en tiempo numérico con un algoritmo de interpolación no lineal que compara las posiciones de la secuencia de eventos y las estimaciones de edad geocronológica para las colecciones que las tienen. La calibración solo usa:
- Datación argón-argón
- Fechas de uranio-torio para algunas colecciones del Pleistoceno.
- Fechas paleomagnéticas que se derivan de correlaciones estrechas e inequívocas inferidas utilizando puntos de unión no faunísticos, como la posición en la sección del límite Cretácico-Paleógeno , límite Paleoceno-Eoceno o Reciente.

## NALMA vs. AEO
El procedimiento de edades de los mamíferos terrestres de América del Norte utiliza opiniones subjetivas de fuentes publicadas y / o autores, que citan a autores como Michael O. Woodburne, Robert W. Wilson, y J. David Archibald.
La ordenación de eventos de apariencia utiliza análisis objetivos, explícitos, registrables, repetibles y cuantitativos de datos de fauna y bioestratigráficos para llegar a una conclusión, según John Alroy.
- Datos: Q4780986